# Unió Esportiva Caldes
La Unió Esportiva Caldes (abreujat UE Caldes) és el club de futbol que representa Caldes de Malavella, fundat el 4 d'octubre de 1924 tot i que no fou formalment inscrit a la Federació Catalana de Futbol fins l'1 de gener de 1926. Va arribar a jugar a primera territorial.

## Història
El futbol va arribar a la vila a la dècada del 1920 de la mà d'alguns cuiners i cambrers del balneari Vichy Catalan. L'equip va disputar el seu primer partit el 18 d'octubre de 1924 en el camp de la Granja amb un partit contra el FC Cassà. A partir del 1972 l'equip va començar a utilitzar el camp de futbol de terra d'estadi Vall-llobera i, a partir del 2009, el camp municipal de gespa artificial Can Bernadí al veïnat d'Aigües Bones.
El 1995 el club va aconseguir l'ascens a primera territorial, i la temporada següent 1995-96 aconseguiria un nou ascens a preferent territorial, que tanmateix no va poder fer efectiu per motius econòmics, i es va mantenir a primera territorial fins a la temporada 1999-2000.
La temporada 2023-24 juga en tercera catalana després d'haver ascendit de quarta catalana la temporada anterior i té diversos equips de categories inferiors. Va ser presidit per Pere Oliveras, però ara el president de l'entitat és Jordi Vendrell Llorenç.